# 穂坂邦夫
穂坂 邦夫（ほさか くにお、1941年（昭和16年）8月14日 - ）は日本の政治家。瑞穂グループCEO、NPO法人地方自立政策研究所理事長。埼玉県志木市長（1期）、埼玉県議会議員（5期）、第99代埼玉県議会議長、志木市議会議員（4期）を歴任。衆議院議員の穂坂泰は息子。

## 人物・来歴
埼玉県志木市出身。1969年、埼玉大学経済短期大学部卒業。埼玉県職員、足立町（現志木市）職員を経て、志木市議会議員に4期連続当選。第8代志木市議会議長を務める。1977年に学校法人と医療法人からなる瑞穂グループを設立、その後、埼玉県議会議員に通算5期当選し、1997年から1年間、第99代埼玉県議会議長を務める。
また、1993年の第40回衆議院議員総選挙に自由民主党公認で埼玉5区から立候補するが、落選した。
2001年、志木市長選に無投票当選。全国で初めて公立小学校に25人程度の少人数学級（小学1・2年生限定、上限29人）やホームスタディ制度を導入した。
2002年、市の職員を20年かけて半減（2002年当時の619人から301人に）、業務量の削減で不足する分は市民のボランティアにするという計画を立てたが、議会の反発を招き、任期満了後の2006年、計画は中止となる。
2006年、特定非営利活動法人地方自立政策研究所代表に就任。
2011年、旭日中綬章受章。

## 職歴
- 1966年 - 埼玉県職員
- 1968年 - 足立町（現志木市）職員
- 1972年 - 志木市議会議員（4期）
- 1977年 - 学校法人医学アカデミーを設立し理事長に就任
- 1981年 - 医療法人瑞穂会城南中央病院を設立し理事長に就任
- 1982年 - 志木市議会議長（第8代）
- 1985年 - 埼玉県議会議員（5期）
- 1995年 - 志木市体育協会会長（4期）
- 1997年 - 埼玉県議会議長（第99代）。全国都道府県議会議長会地方制度委員会副委員長。
- 1997年 - 全国都道府県議会議長会副会長
- 2001年 - 埼玉県志木市長（1期）
- 2005年 - NPO法人地方自立政策研究所 理事長

出典

## 著書

### 単著
- 『市町村崩壊』、スパイス、ISBN 4-902835-04-5
- 『教育委員会廃止論』、弘文堂、ISBN 4-335-46025-2
- 『どの子も一番になれる』、幻冬舎、ISBN 4-344-00482-5

### 共著
- 『国の常識は地方の非常識』、PHP研究所、ISBN 4-569-63745-0
- 『自治体あすへの胎動』、沢佳弘・尾形宣夫・渋川智明編、ぎょうせい、ISBN 4-324-07398-8
- 『自治体改革(6)　職員・組織改革』、西尾勝・神野直彦編、ぎょうせい、ISBN 4-324-07331-7

## テレビ出演
- 「たかじんのそこまで言って委員会」、大阪・よみうりテレビ、2006年11月12日
- 「太田光の私が総理大臣になったら…秘書田中。」、日本テレビ、2006年11月24日

## 新聞
- 読売新聞・朝刊「教育ルネサンスフォーラム　義務教育改革シンポジウム　穂坂邦夫・前埼玉県志木市長」、2006年12月1日